# Peter González
 Peter Federico González Carmona (Madrid, 25 de julio de 2002) es un futbolista hispano-dominicano que juega como delantero en el Getafe C. F. de la Primera División de España. Es internacional absoluto con la selección de fútbol de la República Dominicana.

## Trayectoria
De ascendencia dominicana, se inició en Getafe, en las escuelas de Getafe Olímpico y Ciudad de Getafe, y en 2015 ingresó en las categorías formativas del Real Madrid en su nivel infantil, desde donde fue progresando por los diferentes equipos hasta debutar finalmente el 25 de octubre de 2020 con el equipo filial. El encuentro, disputado contra el Getafe Club de Fútbol "B", finalizó con resultado de 1-2 favorable al filial getafense. Finalizó la temporada asentado como una de las promesas del club, y consiguió con el equipo su ingreso en la recientemente creada Primera Federación, dentro de la remodelación del sistema de ligas español. A nivel internacional, un año antes, formó parte del equipo juvenil que se proclamó campeón de Europa en la séptima edición del torneo, al derrotar a los juveniles del Sport Lisboa e Benfica por 2-3, bajo las órdenes de Raúl González, exjugador histórico del club y su entrenador también en el filial, además de conquistar el Campeonato de Liga.

### Real Madrid C. F.
Como uno de los destacados de la cantera madridista en la nueva temporada 2021-22, fue convocado por Carlo Ancelotti para suplir las bajas del primer equipo debido a un brote de covid-19. Así, el 22 de diciembre debutó con el primer equipo en LaLiga contra el Athletic Club, disputando los últimos minutos de la victoria por 1-2, y donde tuvo oportunidad de hacer el tercer tanto.
De gran polivalencia y regate, pudiendo ocupar posiciones más avanzadas de extremo, fue señalado como uno de los jugadores más desequilibrantes de su categoría y fue renovado hasta 2024.

### Valencia C. F.
El canterano madridista fue cedido al Valencia Club de Fútbol como refuerzo de invierno el 31 de enero de 2024. El jugador dominicano se vio envuelto en una controversia, al verse obligado a silenciar los comentarios de las redes sociales en sus perfiles debido a insultos xenófobos de seguidores madridistas. Estos lamentables sucesos fueron condenados por LaLiga. Disputó un total de 15 encuentros con el Valencia CF, ayudando al cuadro dirigido por Rubén Baraja a conseguir el objetivo de la permanencia en la máxima categoría. Al finalizar la temporada, el club valencianista decidió no abonar al Real Madrid los 2 millones de euros de su cláusula para hacerse con el 50% de los derechos del jugador.

### Getafe C. F.
El 4 de julio de 2024, el Getafe Club de Fútbol anunció la incorporación de Peter Federico, traspasado desde el Real Madrid y firmando su vinculación con el conjunto azulón hasta 2028.

## Selección nacional
Nacido en España, adoptó la nacionalidad paterna dominicana, combinado con el que participó en sus categorías inferiores en el Campeonato Sub-15 de la Concacaf.
Disputó los Juegos Olímpicos de París 2024 con la selección sub-23 de República Dominicana bajo la dirección técnica de Ibai Gómez.
Debutó con la selección absoluta de República Dominicana el 21 de marzo de 2025, en un partido amistoso frente a Puerto Rico.

### Participaciones en Juegos Olímpicos
| Juegos Olímpicos               | Sede    | Resultado      | Partidos | Goles |
| ------------------------------ | ------- | -------------- | -------- | ----- |
| Juegos Olímpicos de París 2024 | Francia | Fase de grupos | 3        | 0     |

## Estadísticas

### Clubes
Actualizado al último partido disputado el 15 de mayo de 2025.
| Club                                | Div.          | Temporada     | Liga  | Liga  | Liga   | Copas nacionales | Copas nacionales | Copas nacionales | Copas internacionales | Copas internacionales | Copas internacionales | Total | Total | Total  |
| Club                                | Div.          | Temporada     | Part. | Goles | Asist. | Part.            | Goles            | Asist.           | Part.                 | Goles                 | Asist.                | Part. | Goles | Asist. |
| ----------------------------------- | ------------- | ------------- | ----- | ----- | ------ | ---------------- | ---------------- | ---------------- | --------------------- | --------------------- | --------------------- | ----- | ----- | ------ |
| Real Madrid Castilla C. F. · España | 2.ª B         | 2020-21       | 21    | 2     | 1      | ―                | ―                | ―                | ―                     | ―                     | ―                     | 21    | 2     | 1      |
| Real Madrid Castilla C. F. · España | 1.ª F         | 2021-22       | 36    | 3     | 6      | ―                | ―                | ―                | ―                     | ―                     | ―                     | 36    | 3     | 6      |
| Real Madrid C. F. · España          | 1.ª           | 2021-22       | 3     | 0     | 0      | 0                | 0                | 0                | —                     | —                     | —                     | 3     | 0     | 0      |
| Real Madrid C. F. · España          | Total club    | Total club    | 3     | 0     | 0      | 0                | 0                | 0                | 0                     | 0                     | 0                     | 3     | 0     | 0      |
| Real Madrid Castilla C. F. · España | 1.ª F         | 2022-23       | 40    | 6     | 5      | ―                | ―                | ―                | ―                     | ―                     | ―                     | 40    | 6     | 5      |
| Real Madrid Castilla C. F. · España | 1.ª F         | 2023-24       | 18    | 2     | 2      | ―                | ―                | ―                | ―                     | ―                     | ―                     | 18    | 2     | 2      |
| Real Madrid Castilla C. F. · España | Total club    | Total club    | 115   | 13    | 14     | 0                | 0                | 0                | 0                     | 0                     | 0                     | 115   | 13    | 14     |
| Valencia C. F. · España             | 1.ª           | 2023-24       | 15    | 0     | 0      | —                | —                | —                | —                     | —                     | —                     | 15    | 0     | 0      |
| Valencia C. F. · España             | Total club    | Total club    | 15    | 0     | 0      | 0                | 0                | 0                | 0                     | 0                     | 0                     | 15    | 0     | 0      |
| Getafe C. F. · España               | 1.ª           | 2024-25       | 17    | 0     | 0      | 4                | 1                | 0                | —                     | —                     | —                     | 21    | 1     | 0      |
| Getafe C. F. · España               | Total club    | Total club    | 17    | 0     | 0      | 4                | 1                | 0                | 0                     | 0                     | 0                     | 21    | 1     | 0      |
| Total carrera                       | Total carrera | Total carrera | 150   | 13    | 14     | 4                | 1                | 0                | 0                     | 0                     | 0                     | 154   | 14    | 14     |

## Palmarés

### Títulos nacionales
| Título                     | Club              | Año     |
| -------------------------- | ----------------- | ------- |
| Primera División de España | Real Madrid C. F. | 2021-22 |

### Títulos internacionales
| Título                  | Club              | Año     |
| ----------------------- | ----------------- | ------- |
| Liga Juvenil de la UEFA | Real Madrid C. F. | 2019-20 |